# Emmanuel d’Hooghvorst

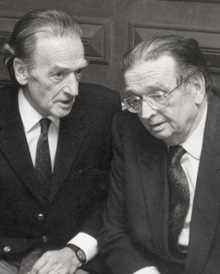
Emmanuel d’Hooghvorst (rechts) und sein Bruder Charles

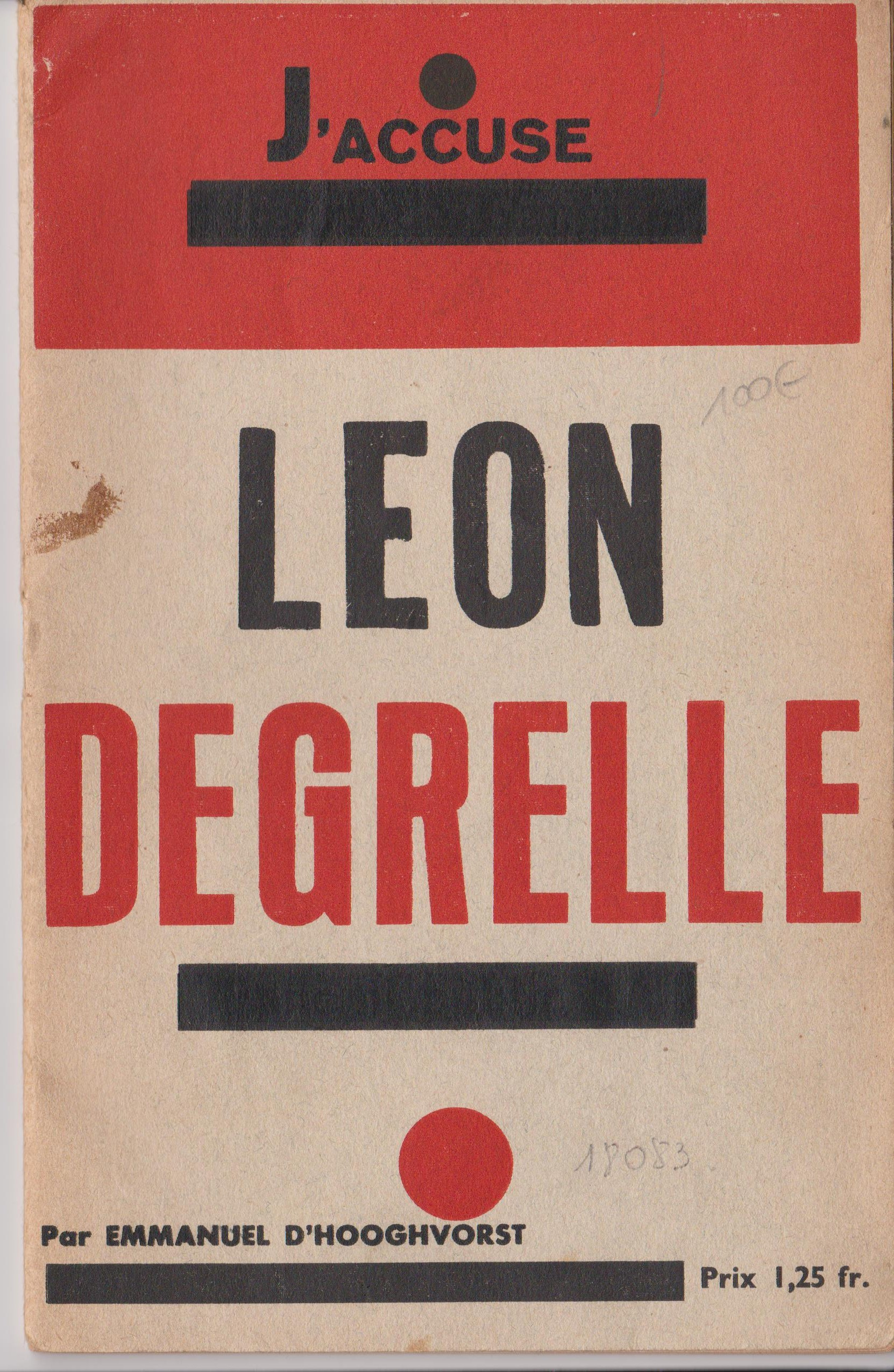
Manifest wider Leon Degrelle, von Emmanuel d'Hooghvorst

Emmanuel d’Hooghvorst, mit vollem Namen Emmanuel van der Linden d’Hooghvorst, (* 30. April 1914 in Brüssel; † 17. Mai 1999 ebenda) war ein belgischer Literat, spagirischer Philosoph und Alchemist. Er war ein Schüler von Louis Cattiaux.

## Familie
Emmanuel d’Hooghvorst war der Sohn von Victor van der Linden d’Hooghvorst (1878–1942) und Marthe Descantons de Montblanc (1887–1978) und das älteste von sechs Kindern. 1939 heiratete er die Gräfin Elisabeth de Marnix de Sainte Aldegonde. Aus der Ehe stammten vier Kinder.

## Leben und Wirken
D’Hooghvorst besuchte das Humanistische Gymnasium Cardinal Mercier in Braine-l’Alleud, wo er Latein und Griechisch lernte. Anschließend studierte er Philosophie an der Katholischen Universität Löwen. 1935 unternahm er mit dem befreundeten Nicolas de Staël eine vierwöchige Spanien-Reise und verbrachte danach ein Jahr in Belgisch Kongo als Goldsucher.
Im April 1936 publizierte er als katholisches Mitglied der „L’Action Nouvelle“ ein Pamphlet – J’accuse Léon Degrelle (deutsch: Ich klage Léon Degrelle an) – das die Absichten des Rexismus aufdeckte. Dort schrieb er: „Die Rex-Kampagne ist eine schauderhafte Ausnutzung volkstümlicher Leichtgläubigkeit. Doch ist es erforderlich, dass das Publikum die wahre Persönlichkeit des Anführers der Rex-Bewegung, seine letzten Absichten und die Mittel, die er zur Realisierung benutzt, erkennt.“
Während des Spanischen Bürgerkrieges war er als Kriegskorrespondent bei der Tageszeitung La Libre Belgique tätig. Während der Zeit der deutschen Besatzung wurde er zweimal von der Gestapo inhaftiert, dann aber freigelassen.
Er begann, sich dem Studium klassischer Texte zu widmen, besonders dem Neuplatonismus und dem Pythagoreismus.
Um die Heiligen Schriften aller Nationen zu studieren, schrieb sich d’Hooghvorst später an der Schule eines Rabbiners, des Philosophie-Professors Joèl Ashkenazi in Paris ein, um Hebräisch und Aramäisch zu lernen. Außerdem studierte er Arabisch an der Université Libre de Bruxelles. Seinerseits lehrte er gratis kleine Gruppen von Freunden die Grammatik sowie Texte der hebräischen Kabbala (u. a. Auszüge aus dem Zohar von Ashlag, aus der Mishnat Hazohar von Isaiah Tishby, des Midrasch Rabba, des Midrasch Hagadol und des Talmud).
Von 1975 bis zu seinem Tod verfasste d’Hooghvorst zahlreiche Artikel sowie Abhandlungen und gab hin und wieder Konferenzen. Er kommentierte Texte zu unterschiedlichen Themen wie die Odyssee von Homer, die Äneide oder die Bucolica von Vergil, die Tarot-Karten, die Märchen von Perrault, die Göttliche Komödie von Dante, König Midas von Ovid, die Texte der jüdischen Kabbala und die alchemistischen Schriften. Er kommentierte dabei gemäß seiner eigenen Worte: im hermetischen Sinne, der auf einer einzigen Erfahrung basiert.
D’Hooghvorst stand u. a. im schriftlichen Austausch mit Persönlichkeiten wie Henry Corbin, Roch Boulvin, Lanza del Vasto, José Gifreda, Georges Finet, Jean Mallinger, Marcel de Corte, Alexander von Bernus und Serge Mayassis.

### Begegnung mit Louis Cattiaux
1949 entdeckte er das Werk Le Message Retrouvé von Louis Cattiaux, das in einer Pressekritik als ein lesenswertes Werk des Hermetismus bezeichnet wurde. Er nahm daraufhin Kontakt mit Louis Cattiaux auf und wurde Cattiaux’ Schüler. Es entstand eine Freundschaft mit einem lebhaften Briefwechsel. Im Juli 1953 verstarb Louis Cattiaux unerwartet. Ab 1954 veröffentlichte Emmanuel d’Hooghvorst in der Schweizer Zeitschrift Inconnues einen Artikel mit dem Titel: Le Message prophétique de Louis Cattiaux (deutsch: Die prophetische Botschaft von Louis Cattiaux). Die Brüder Emmanuel und Charles d’Hooghorst veröffentlichten im Jahr 1956 die vollständige Ausgabe von Cattiaux’ Werk Le Message Retrouvé, da die erste Ausgabe von 1946 nur 12 der 40 aus Versen bestehenden Kapitel enthielt.
Ein Großteil des umfangreichen Briefwechsels mit Cattiaux wurde von d’Hooghvorst als Blütenlese in der belgischen Zeitschrift Le Fil d’Ariane veröffentlicht. Er ordnete und betitelte sie nach Themen (nicht chronologisch) unter der Bezeichnung Florilège Cattésien. Der spanische Professor Raimon Arola publizierte 1999 die gesamte Blütenlese, zunächst in kastilischer Übersetzung in Tarragona, 2006 erneut unter dem Titel Florilegio Epistolar, Reflejos de una busqueda alquimica (deutsch: Briefwechsel-Blütenlese, Widerspiegelung einer alchemistischen Suche). 2006 wurde dieses Werk auch in französischer Sprache aufgelegt.

### Schriftsteller und Übersetzer

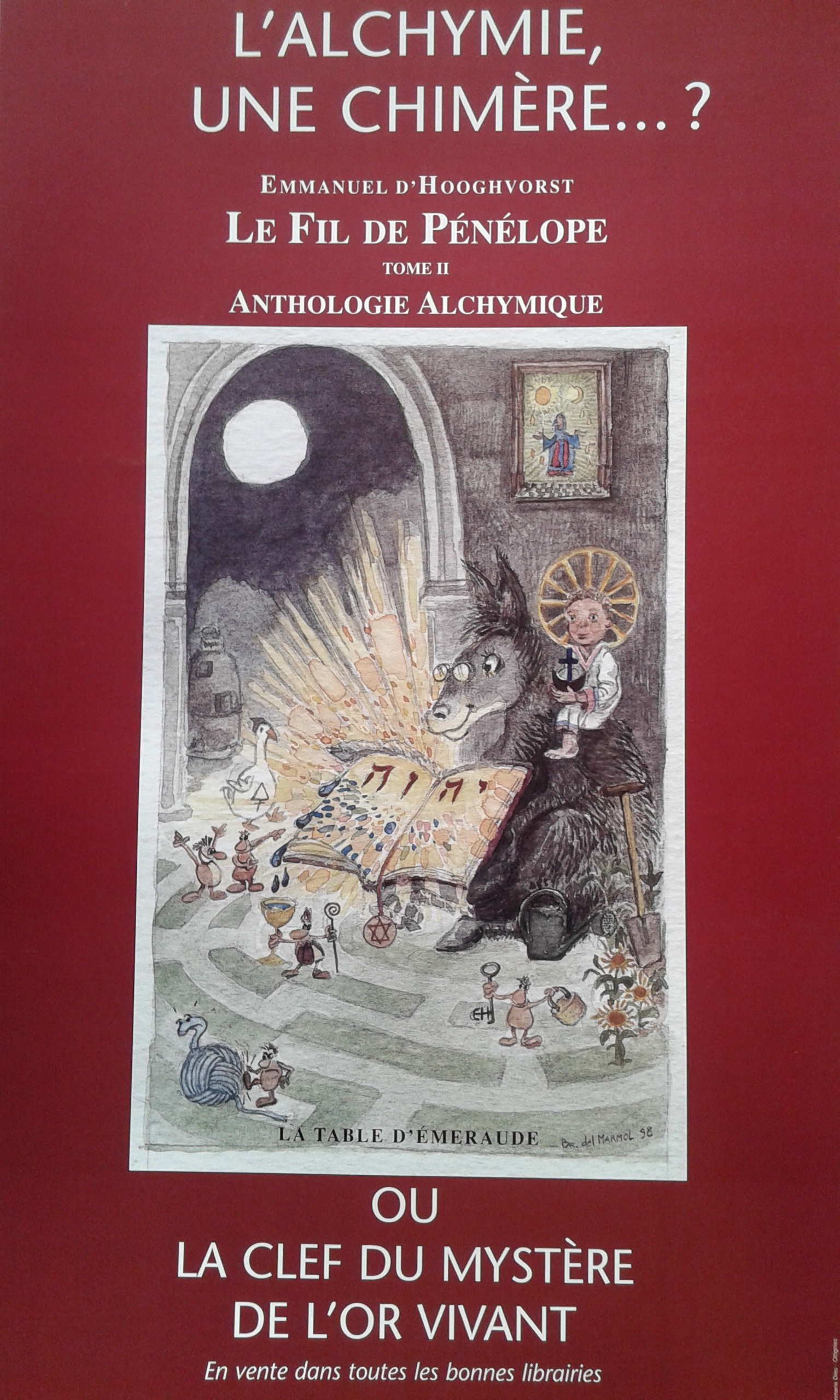
Plakat, welches 1998 das Erscheinen des Fil de Pénélope Band II ankündigt.

D’Hooghvorst veröffentlichte ab 1951 zahlreiche Artikel über Le Message Retrouvé. In seinem Essai sur l’Art d’Alchymie setzte er sich kritisch mit zahlreichen Büchern über Alchemie und deren Verfassern auseinander:

„Während wir diese Bücher lesen, sollten wir uns jedoch die Frage stellen, ob wir es mit Scharlatanen zu tun haben, die ihre Ignoranz unter dem Anschein eines dünkelhaften Jargons verbergen oder mit Weisen, die sorgfältig ihr Wissen unter den Dornen eines obskuren Stils verbergen, mit dem Ziel, den Scharfsinn und die Ausdauer des Lesers auf die Probe zu stellen. Beide Hypothesen treffen zu.“

D’Hooghvorst setzte außerdem seine Studien authentisch originaler hermetischer und alchemistischer Abhandlungen fort. Um die Texte dieser bis auf wenige Ausnahmen üblicherweise auf Griechisch oder Latein verfassten Abhandlungen einem breiteren Publikum zugänglich zu machen, veröffentlichte er 1955 in der Zeitschrift Inconnues seine eigene französische Übersetzung des Kapitels IV von Hydrolithus Sophicus seu Aquarium Sapientium (deutsch: Das Aquarium der Weisen), welches Johann Ambrosius Siebmacher zugeschrieben wird. Durch seine Anregung und Unterstützung wurde dieses Werk 1989 beim Verlag La Table d’Émeraude in Paris veröffentlicht. Im Vorwort schrieb d’Hooghvorst:

„Das Geheimnis des philosophischen Steines ohne den göttlichen Segen erreichen zu wollen, ist ein gefährlicher Wahnsinn; genauso eitel wäre es übrigens, zu versuchen, in die Bücher der hermetischen Philosophen eindringen zu wollen, die einzig wahrhaften, ohne sich zuvor dem Licht der Heiligen Schriften zugewandt zu haben, von denen erstere in gewisser Weise das Experiment und die Bestätigung in der physischen Natur sind.“

1958 verfasste er die Einführung zu Traité du Ciel terrestre von Eugenius Philalethes (alias Thomas Vaughan), den sein Freund Armand Deruyt zuvor für die Zeitschrift Inconnues übersetzt hatte. Das Werk erschien in zwei Teile gegliedert 1958 und 1960. Diese Einführung wurde wenige Tage nach d’Hooghvorsts Tod unverändert von Clément Rosereau in seiner Ausgabe der Œvres Complètes de Thomas Vaughan übernommen.
Seine deutlich „kabbalistische“ Herangehensweise an den Roman Don Quichotte von Miguel Cervantes inspirierte die Cervantes-Studie von Pere Sánchez Ferré, mit dem Untertitel Cábala y alquimia en el Quijote (deutsch: Kabbala und Alchemie im Quijote), die dieser Emmanuel d’Hooghvorst widmete.
D’Hooghvorsts Artikel wurden regelmäßig in der 1977 von Jean-Marie d’Ansembourg gegründeten, religiöse und hermetische Themen behandelnden Zeitschrift Le Fil d’Ariane (deutsch: Der Faden der Ariadne) veröffentlicht. Er schrieb ebenfalls für die spanische Zeitschrift La Puerta, Retorno à las fuentes traditionales sowie für die von 1977 bis 1986 erschienene französische alchemistische Zeitschrift La Tourbe des Philosophes. Das Manuskript seines letzten Werkes in Form von poetischen Sentenzen mit dem Titel Les Aphorismes du Nouveau Monde (deutsch: Die Aphorismen der Neuen Welt) lieferte er kurz vor seinem Tode ab.

## Rezeption
Was d’Hooghvorsts Einfluss speziell bezüglich der alchemistischen Studien betrifft, so hob ihn Raimon Arola bereits in der Einleitung seines Werkes Alquimia y religión hervor: „Derart war die ursprüngliche Absicht von Baron d’Hooghvorst, die wir als Ausgangspunkt für unsere Überlegungen verwenden werden“. Arola zitierte d’Hooghvorst ebenfalls in seinem umfangreichen Werk: La Cábala y la Alquimia.
In ihren Trece Fábulas alquimicas erwies ihm Luisa Vert die Ehre: „Emmanuel van der Linden d’Hooghvorst war ein tiefgehender Kenner der okzidentalen Spiritualität, der einen Großteil seiner Essays der alchemistischen Kunst widmete. Es sind zweifelsohne seine Schriften, die mein Interesse für diese spannende Disziplin geweckt haben“.
2018 schrieb der Kunsthistoriker Roger Ferrer in seiner Doktorarbeit mit dem Titel Mágica Belleza: „Bezüglich dieser Idee (der Verkörperung des Geistes) gab der Liebhaber der Alchemie d’Hooghvorst folgenden Hinweis: Dem Unermesslichen Körper und Maß geben, das ist das Mysterium der reinen Kunst.“
Der Philosoph Mohammed Taleb äußerte sich zum Thema Wahrheiten physischen und metaphysischen Ranges: „Diese Wahrheiten wurden durch die Jahrhunderte hindurch wahrgenommen, von Plutarch (42–120) bis Klemens von Alexandrien (150–220), von Michael Psellos (1018–1078) bis Emmanuel d’Hooghvorst (1904–1999)“.

## Neu-Veröffentlichungen
D’Hooghvorsts Artikel erschienen erstmals 1996 unter dem Titel Le Fil de Pénélope, Band I beim Verlag La Table d'Émeraude, Paris. Band II wurde 1998 veröffentlicht.
2009 erschien eine erweiterte Wiederauflage des Fil de Pénélope, Band I bei Éditions Beya; 2019 eine erweiterte Auflage von Band II. Verschiedene Übersetzungen der beiden Bände wurden 1999 in katalanischer und spanischer Sprache veröffentlicht.
Die aus dem Schriftwechsel mit Cattiaux hervorgegangene Blütenlese wurde 1999 von Raimon Arola publiziert, zunächst in kastilischer Übersetzung in Tarragona, 2006 erneut unter dem Titel Florilegio Epistolar, Reflejos de una busqueda alquimica (deutsch: Briefwechsel-Blütenlese, Widerspiegelung einer alchemistischen Suche). 2006 wurde dieses Werk auch in französischer Sprache aufgelegt.

## Bibliographie
- Laurent Greilsamer: Le Prince foudroyé, La vie de Nicolas de Staël. Fayard, Paris 1998, ISBN 2213595526
- Geneviève Dubois: Ces hommes qui ont fait l’alchimie du XXe siècle : Louis Cattiaux, Emmanuel d’Hooghvorst, José Gifreda, Henri Coton-Alvart, Henri La Croix-Haute, Roger Caro, Alphonse Jobert, Pierre Dujols de Valois, Fulcanelli, et Eugène Canseliet. Geneviève Dubois Éditions, Grenoble 1999, ISBN 2-84461-007-2
- L’Alchimie, Thème spécial : Le Colloque Canseliet. Arcadis Éditions, Amiens, 2001
- Raimon Arola: Creer lo increible o lo antiguo y lo nuevo en la Historia de las religiones. Arola Editors, Tarragona 2006, ISBN 84-96639-06-1
- Stéphane Feye: Emmanuel d’Hooghvorst – Cabale et Alchimie. (PDF; 111 kB) Éditions Beya, 5. Dezember 1999, abgerufen am 11. Dezember 2019.
- Pere Sánchez: La desaparición de un hermetista, Emmanuel d’Hooghvorst. In: Letra y Espiritu, Revista de Estudios Tradicionales, Nummer 5, 1999
- Digitalmagazin Arsgravis – Arte y Symbolismo – Universitat de Barcelona. Cattiaux » Emm. d'Hooghvorst. ARSGRAVIS, 2006, abgerufen am 11. Dezember 2019.
- Mercè Viladomiu, El sentido oculto de los Cuentos tradicionales. Ediciones Obelisco, Barcelona 2006, ISBN 84-9777-308-X
- Jean-Pierre Giudicelli de Cressac Bachelerie: Pour la Rose Rouge et la Croix d’Or. Alchimie, hermétisme et ordres initiatiques. Le Mercure Dauphinois, Grenoble 2007, ISBN 2913826865
- Mohammed Taleb: Les routes et lieux-dits de l’âme du monde. Introduction à une géographie symbolique, radicale et visionnaire. Entrelacs, Paris, 2019, ISBN 979-10-90174-57-3
- Bernard Chauvière: Aperçus alchimiques. Arqa, Marseille 2015, ISBN 2-7551-0078-8